# Prémio Xarmenta
O Prémio Xarmenta (em galego:  Premio Xarmenta) é um galardão entregue pela Associação Berciana da Língua Xarmenta desde 2005, para promover a língua galega do Bierzo. A cerimónia é realizada no Teatro Bergidum de Ponferrada no mês de janeiro a cada ano. A partir da quarta edição, teve periodicidade bienal.

## Categorias
- Prémio Xarmenta para uma personalidade que distingue-se pela sua defesa da língua galega fora da Galiza administrativa, especialmente no Bierzo.
- Prémio Xarmenta para uma instituição, grupo, empresa etc., que colabora de forma decidida com o desenvolvimento e promoção da língua galega no Bierzo.

## Galardoados
- 2005: Luis Tosar e o concelho da comarca do Bierzo.[1]
- 2006: Amancio Prada e a Real Academia Galega.[2]
- 2007: Manuel Rivas, em conjunto com a Junta da Galiza e a Junta de Castela e Leão.[3]
- 2008: Susana Seivane, em conjunto com a Aira da Pedra e a Escola de Gaitas de Vilafranca do Bierzo.[4]

Galardão: voluta de Sargadelos.

## Membros do júri
- Área de Normalização Linguística da Universidade de Vigo.
- Concelho de Cacabelos.
- Concelho da Ponte de Domingo Flórez.
- Comissão Cultural Martín Sarmiento.
- Concelho da comarca do Bierzo.
- Associação Berciana da Língua Xarmenta.

A Associação Berciana da Língua Xarmenta promove a língua galega na comarca galegofalante do Bierzo.